# Rivière Samson (baie James)
Pour les articles homonymes, voir Samson (homonymie).
La rivière Samson est un affluent de la rivière Harricana laquelle se déverse dans la baie James. La rivière Samson coule vers le nord-ouest dans la municipalité de Eeyou Istchee Baie-James, dans la région administrative du Nord-du-Québec, au Québec, au Canada.

## Géographie

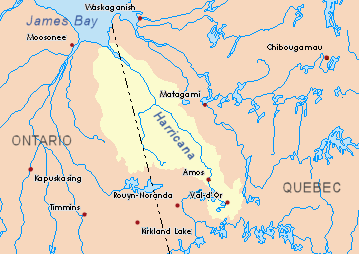
Bassin hydrographique de la rivière Harricana.

Les bassins versants voisins de la rivière Samson sont :
- côté nord : lac Grasset, rivière Subercase
- côté est :
- côté sud : rivière Samson nord-est, ruisseau Grondin
- côté ouest : rivière Harricana

Le lac de tête de la rivière Samson est le lac Desmazures (longueur : 0,8 km dans le sens nord-sud ; altitude : 302 m). Ce lac est situé à l'ouest de la municipalité de Matagami.
À partir du lac Desmazures, le cours de la rivière se dirige sur 2,4 km vers le nord-est pour rejoindre l'axe principal de la rivière et la décharge (venant de l'est) du lac Pérusse (altitude : 287). Le cours de la rivière traverse de nombreuses zones humides. Sur son cours, la rivière draine notamment les eaux de la décharge (venant du nord) du lac Sainte-Hélène (altitude : 270). La rivière Samson coule vers le nord-ouest, puis vers l'ouest, en formant plusieurs serpentins, au sud de la limite sud de la Réserve de biodiversité projetée des Collines de Muskuchii.
La rivière Samson se déverse dans la rivière Harricana en face de l'île Tekacanowe, entre les rapides Opwagan et les rapides Kitei Ogidatciwan. L'embouchure de cette rivière Samson est situé à 12,8 km en aval de l'embouchure de la rivière Turgeon

## Toponymie
Le mot « Samson » est un patronyme de famille d'origine française.
Le toponyme « rivière Samson » a été officialisé le 5 décembre 1968 à la Commission de toponymie du Québec.